# Asakusa

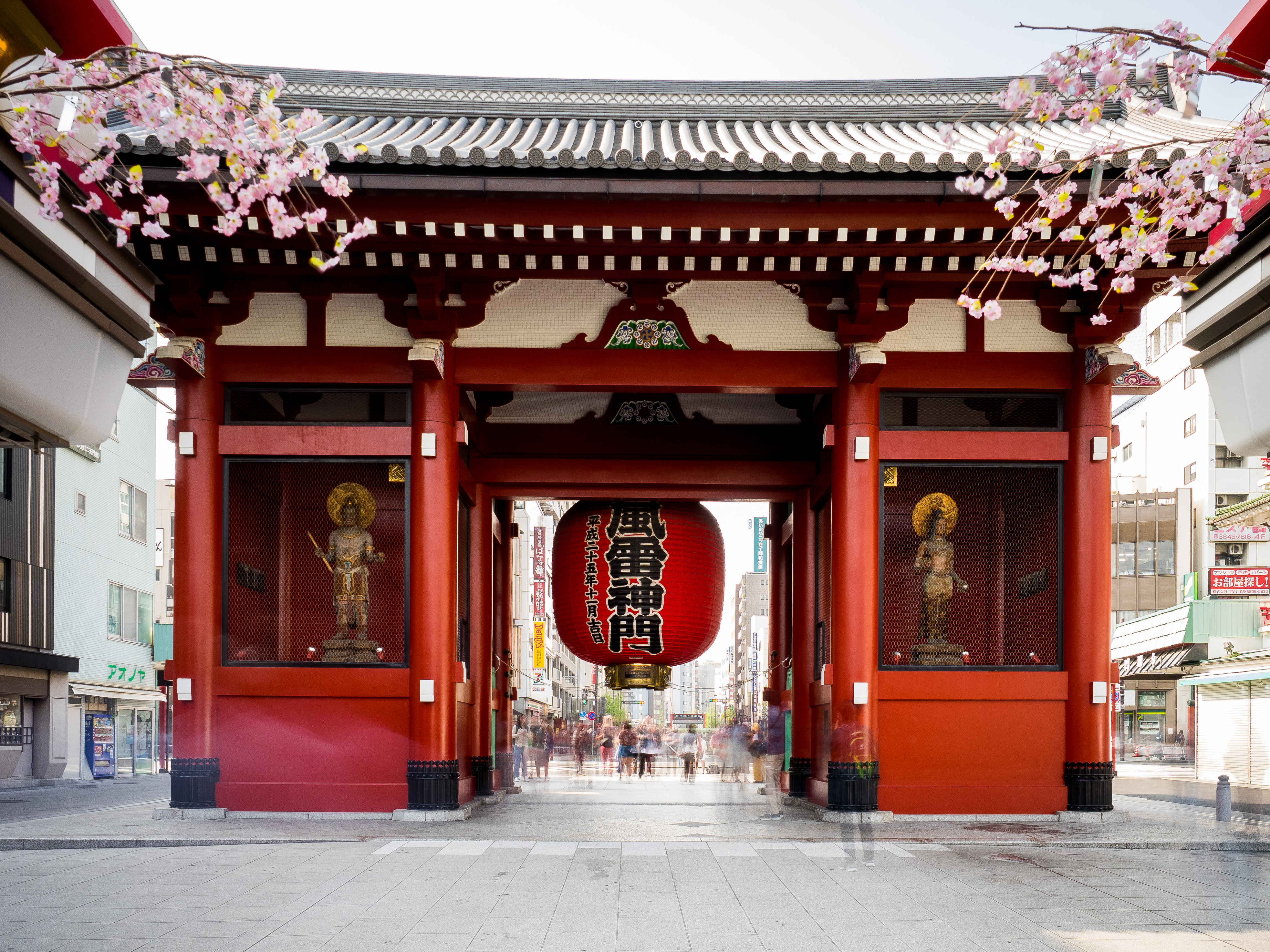
Kaminarimon med dess enorma chochin, yttergrinden till Sensojitemplet

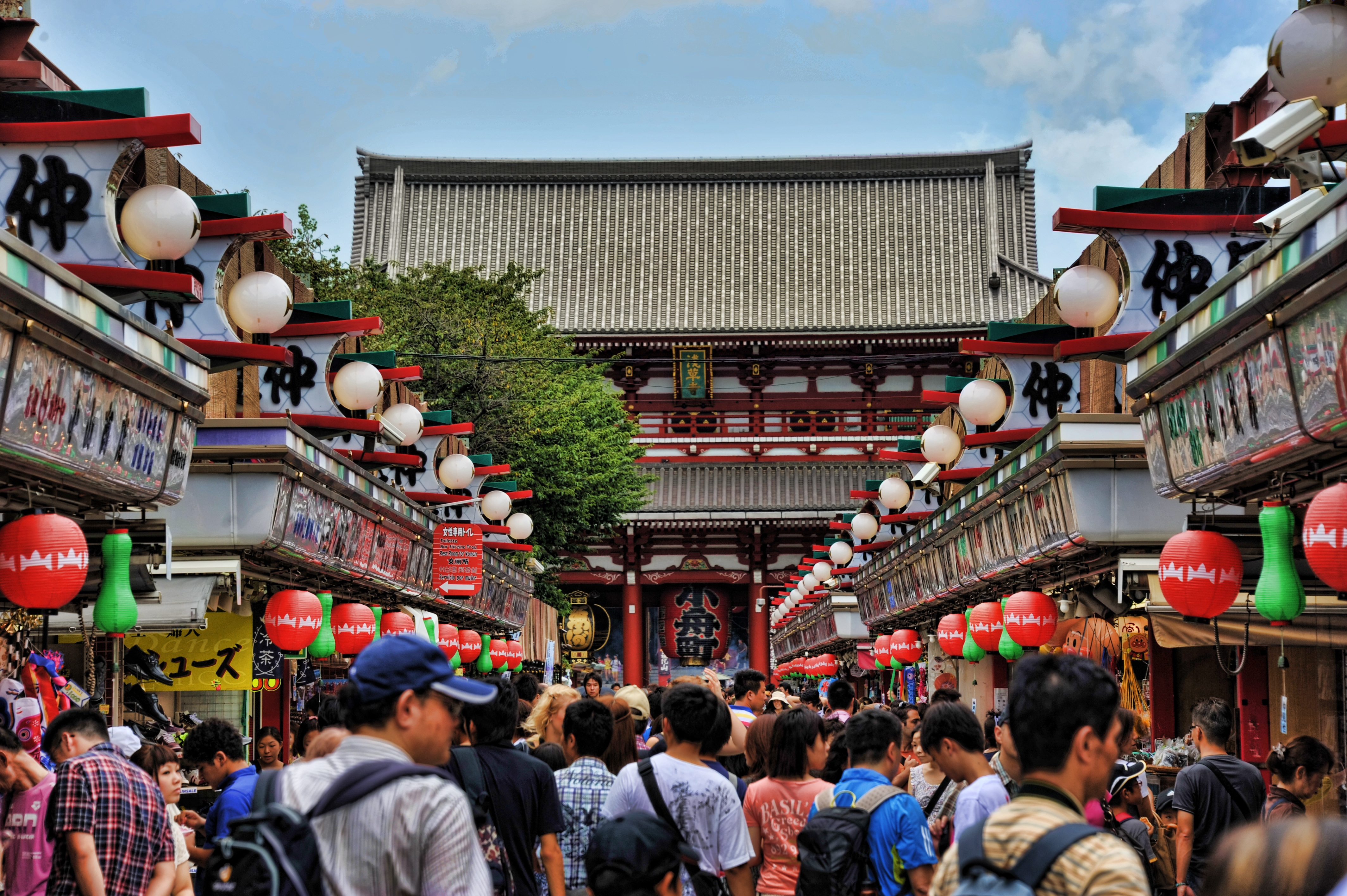

Asakusa (浅草?) är en stadsdel i stadsdelskommunen Taito belägen i det nordöstra hörnet av centrala Tokyo, omkring en engelsk mil öster om Ueno station, och mest berömd för dels det buddhistiska templet Sensoji tillägnat bodhisattvan Kannon men dels också för sin årliga brasiliansk-inspirerade karneval (eftersom en betydande andel brasilianska invånare bor här). I början av 1900-talet var Asakusa Tokyos stora nöjes- och teaterdistrikt, men har, efter att ha förstörts kraftigt av bombningen av Tokyo under andra världskriget, aldrig riktigt återhämtat sig och Shinjuku har övertagit rollen. I Asakusa finns bland annat shoppinggatan Kappabashi-dori med handel inom köks- och restaurangbranschen och, nära Sensoji, det mindre nöjesfältet Hanayashiki som antas vara det äldsta i Japan.

## Kommunikationer
Båttaxin Tokyo Cruise Ship, som trafikerar Sumidafloden, har en hållplats i närheten av Sensoji.
Asakusa station, som var en av de första tunnelbanestationerna, invigdes för Tokyos tunnelbana den 30 december 1927 och är östlig ändstation på den första tunnelbanelinjen, Ginza-linjen, och sedan 4 december 1960 bytesstation mellan Ginza-linjen och Asakusa-linjen, och sedan 25 maj 1931 även knutpunkt för tunnelbana och tåg på nuvarande Skytreebanan.

## Fotogalleri

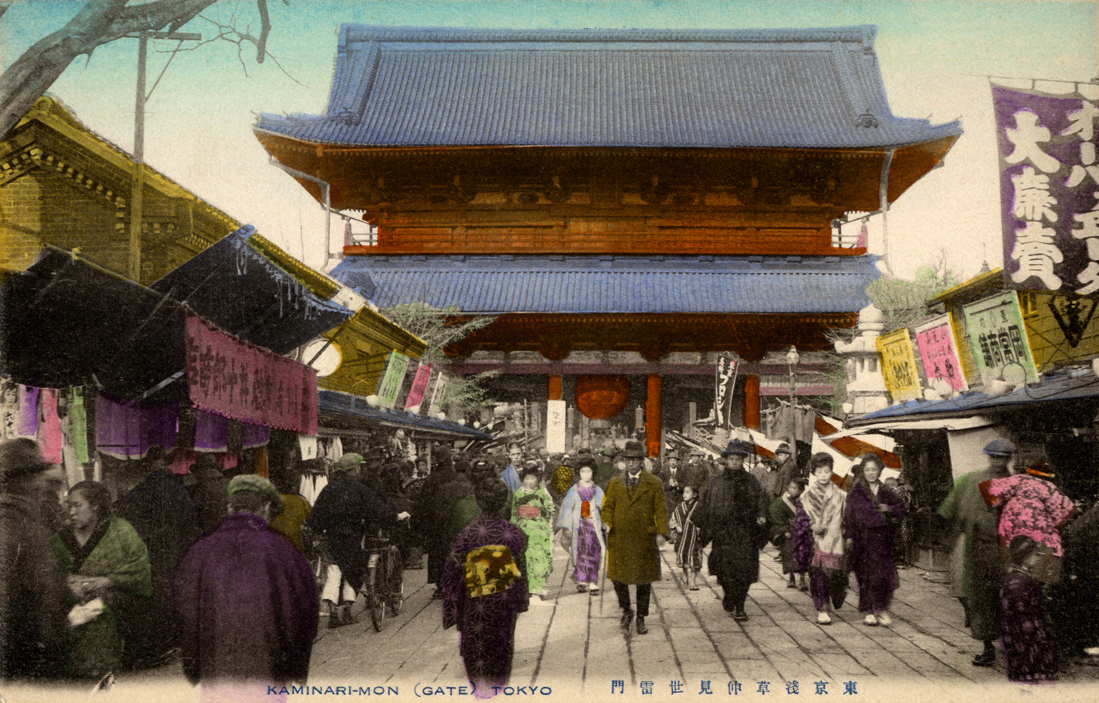
Asakusatemplet från Taisho-eran
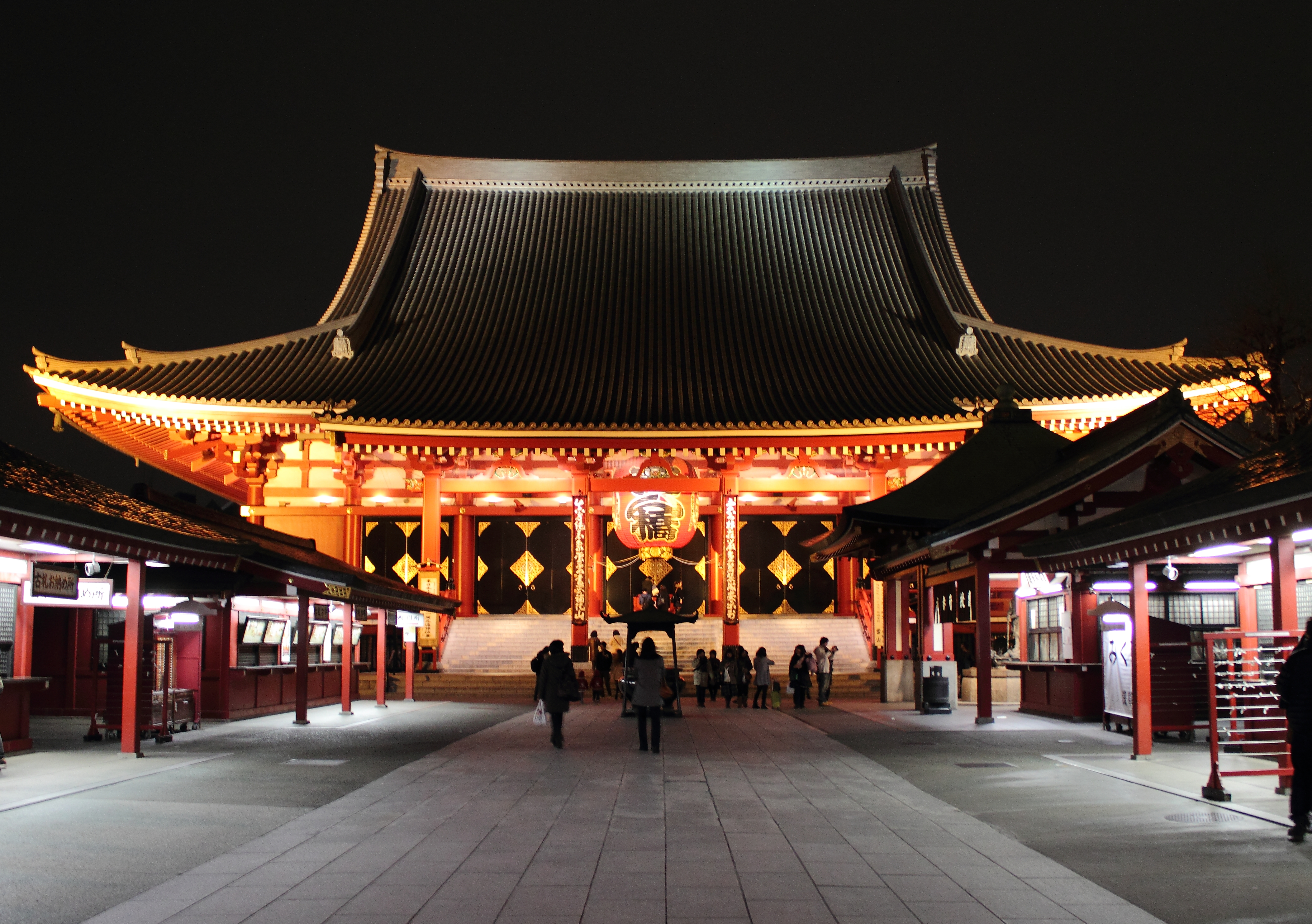
Sensoji
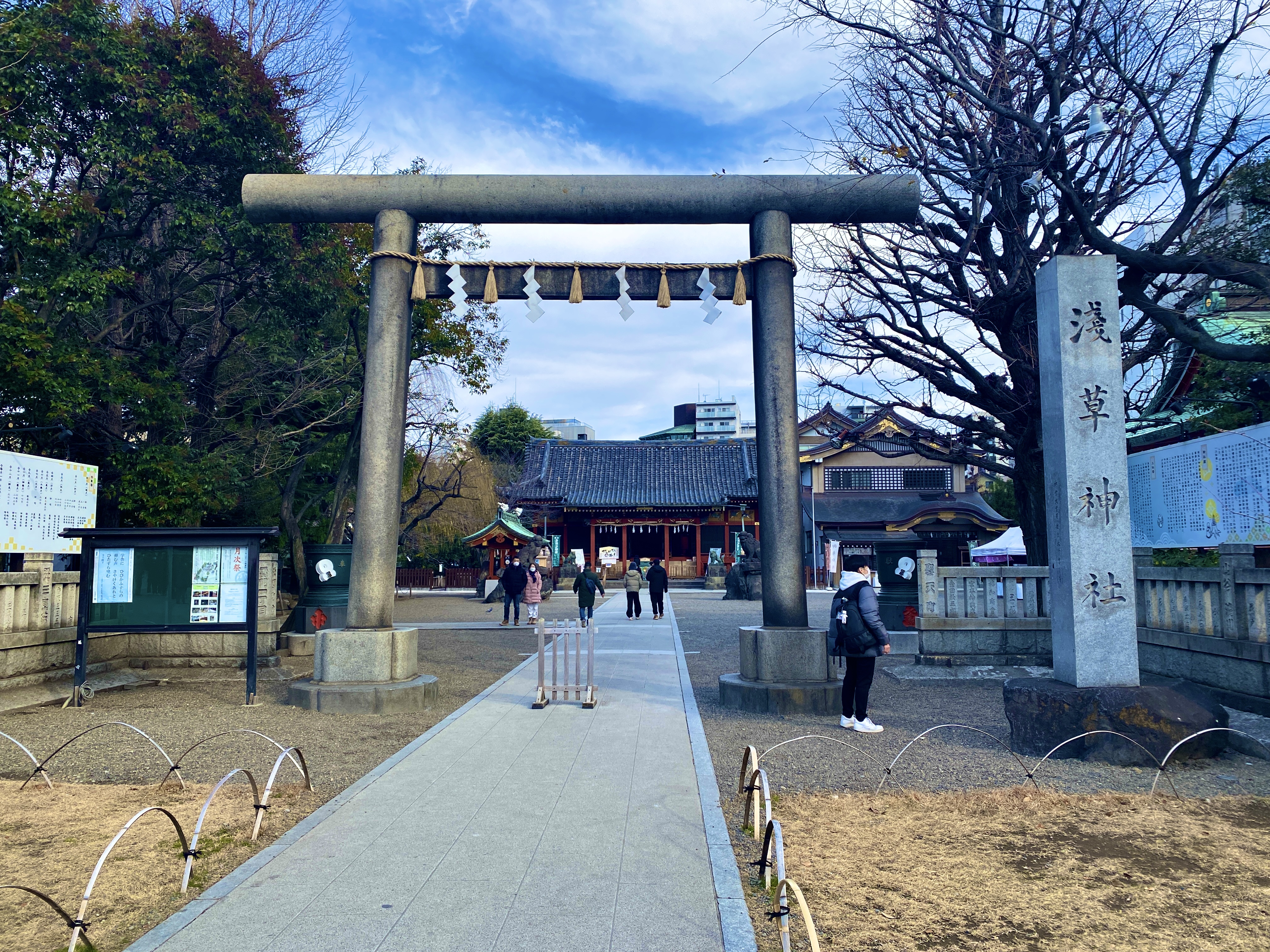
Ingången till Asakusatemplet.
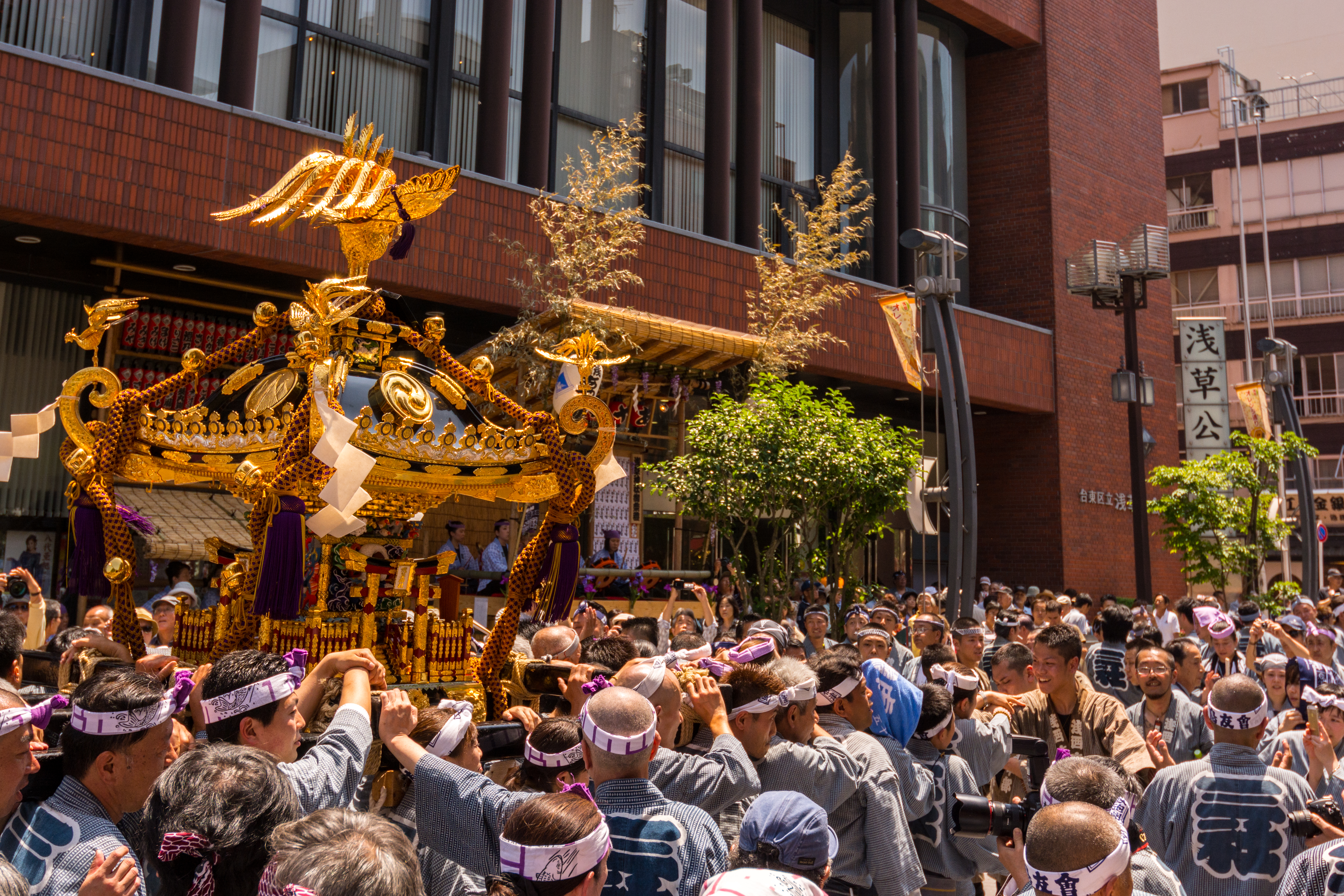
Sanja Matsuri i Asakusa
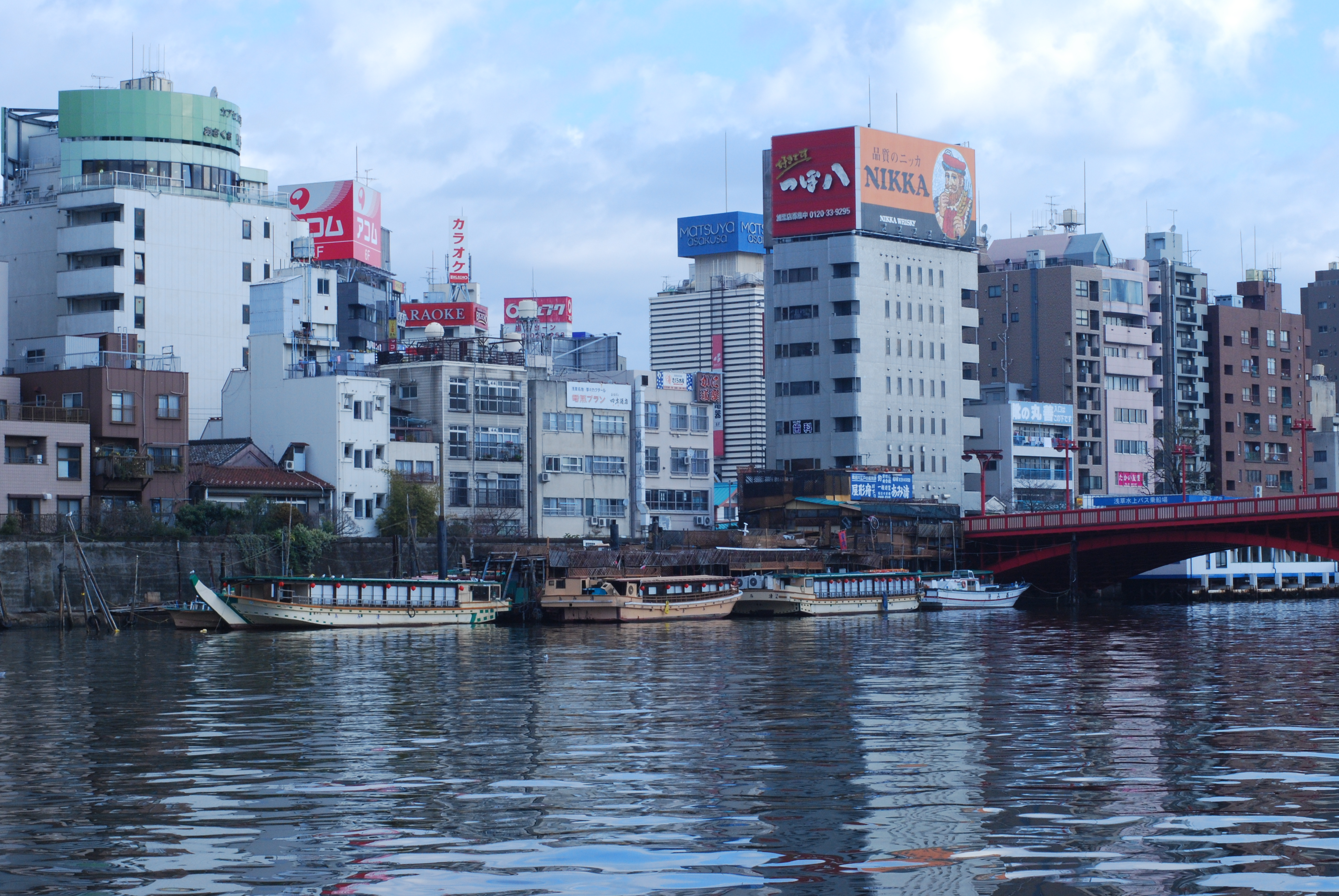
Sumidafloden passerar Asakusa
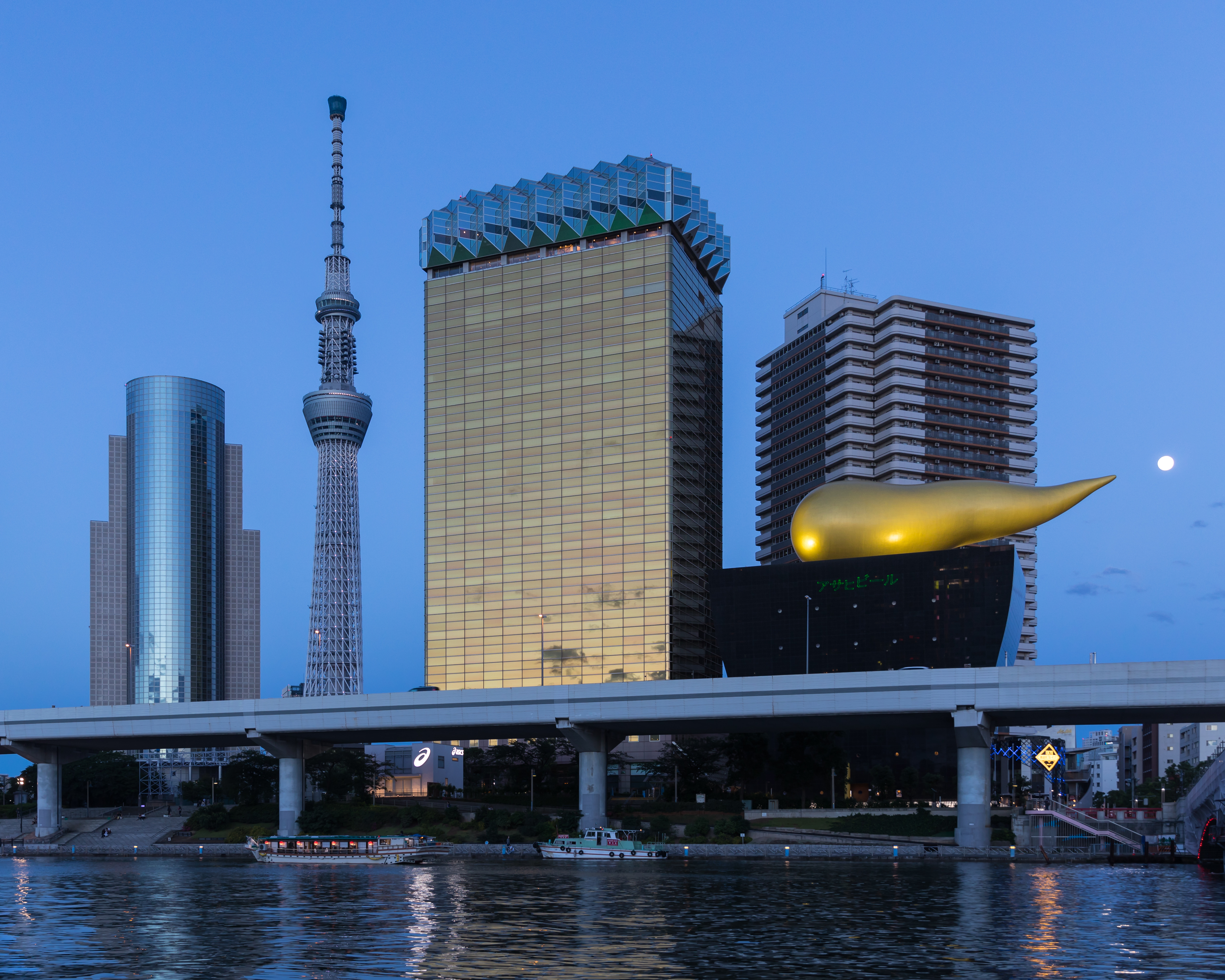
Asahis huvudkontor i form av ett ölglas med skumkrona
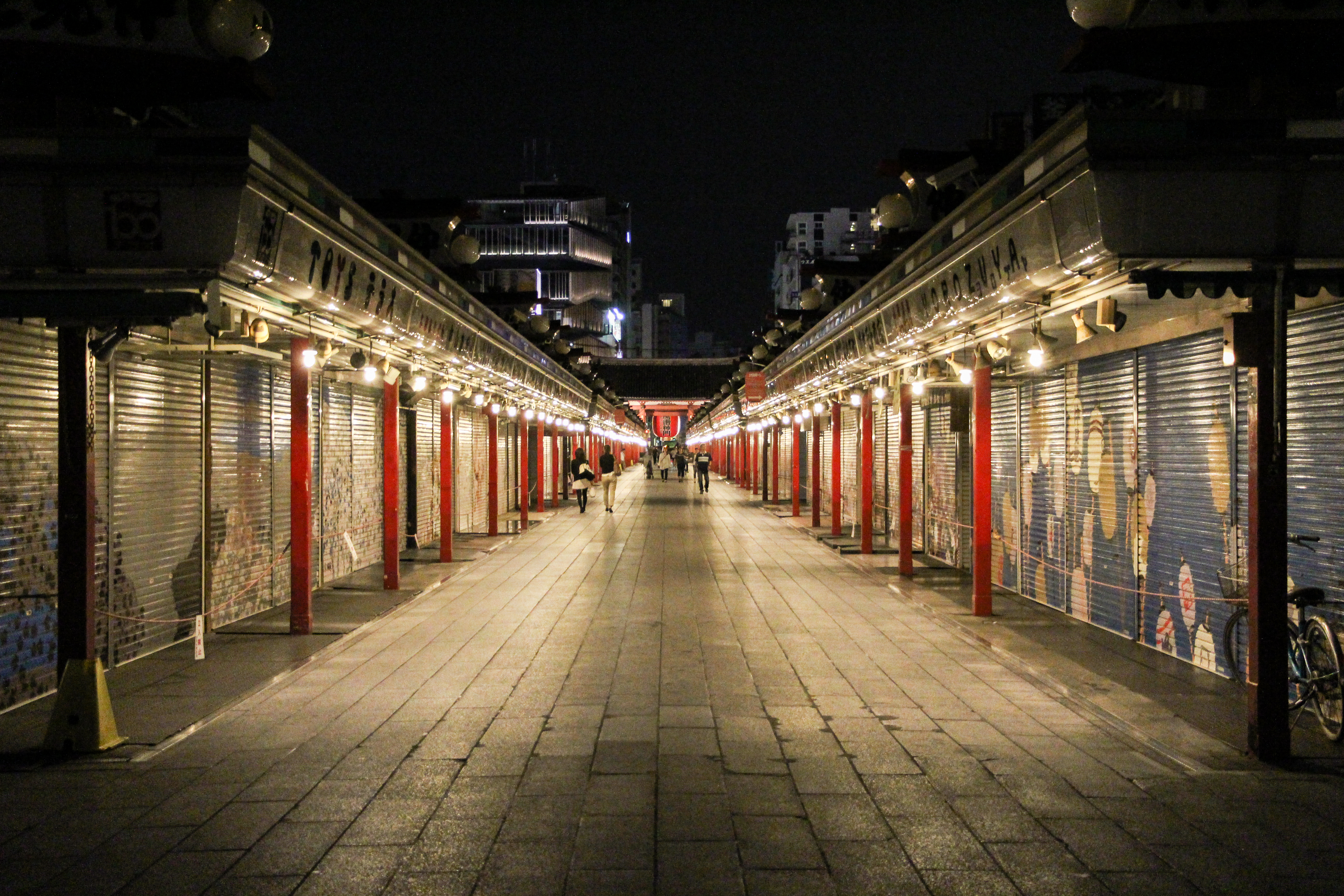
Nakamise